# Евстигнеев, Сергей Александрович
Сергей Александрович Евстигнеев (род. 17 января 1974 года) — российский ватерполист; тренер.

## Карьера
Водным поло занимается с 1983 года. Выступал за московский клуб «Динамо - Олимпийский».
Чемпион России (1994, 1995, 1996, 1998), серебряный (1999) призёр чемпионата России. Обладатель Кубка России (1995, 1996, 1997, 1999). Бронзовый призёр Кубка европейских чемпионов 1999 года.
В 1992-99 годах привлекался в сборную России.
Участник Олимпийских игр 1996 года.
Бронзовый призер чемпионата мира 1994 года.
Бронзовый призер чемпионата Европы 1997 года.
Бронзовый призер Кубка мира 1995 года.
Победитель Игр Доброй воли (1994, 1998).
Чемпион Европы по мини водному поло 2001 года.
Заслуженный мастер спорта России.
В 2002 году начал выступать за клуб «Ашина» из города Анцио (Лацио, Италия).
Работал тренером сборной России, а с 2015 по 2021 год — главный тренер мужской сборной России.
С лета 2023 года – главный тренер женского клуба «КИНЕФ-Сургутнефтегаз».

## Семья
1 сентября 2001 года женился на Ольге Брусникиной, ЗМС по Синхронному плаванию. 14 августа 2006 года родился сын Илья.